# 히나타촌 (나가노현)
히나타촌(日向村)은 나가노현 히가시치쿠마군에 있던 촌이다. 현재의 오미촌에 해당한다.

## 역사
- 1875년 2월 18일 - 지쿠마현 지쿠마군 히나타촌이 성립하였다.
- 1876년 8월 21일 - 나가노현에 소속되었다.
- 1879년 1월 4일 - 군구정촌편제법 시행에 의해 히가시치쿠마군에 소속되었다.
- 1889년 4월 1일 - 정촌제 시행에 의해 나나키촌이 단독으로 자치체를 형성하였다.
- 1956년 9월 30일 - 오미촌과 합병해 새로운 오미촌이 성립하여, 동일 히나타촌은 폐지되었다.

## 참고문헌
- 角川日本地名大辞典 20 長野県